# 대한민국 형사소송법 제245조
대한민국 형사소송법 제245조의는 참고인과의 대질에 대한 형사소송법의 조문이다.

## 조문
제245조(참고인과의 대질) 검사 또는 사법경찰관이 사실을 발견함에 필요한 때에는 피의자와 다른 피의자 또는 피의자 아닌 자와 대질하게 할 수 있다...

## 참고 문헌
- 손동권 신이철, 새로운 형사소송법(초판, 2013), 세창, 2013. ISBN 9788984114081